# Confessioni (album)
Confessioni è un album della cantante italiana Iva Zanicchi pubblicato nel 1976.
L'album è presente sulle piattaforme digitali e sui servizi di streaming.
(Iva Zanicchi, I discorsi tuoi)

## Tracce
1. I discorsi tuoi* - 3:35 - (Tiziana Negri - Umberto Balsamo)
2. Libera e inutile** - 3:05 - (Alberto Testa - A. Zito - Memo Remigi)
3. L'uomo mio*** - 4:06 - (Cristiano Malgioglio - Roberto e Erasmo Carlos)
4. È così che ti voglio* - 4:05 - (Cristiano Malgioglio - Italo Ianne - Ezio Leoni)
5. Vaya con Dios* - 3:50 - (Leon Russell - I. James - B. Pepper)
6. Confessioni* - 4:20 - (Cristiano Malgioglio - Gian Pieretti - Italo Ianne - Roberto Lipari)
7. Tu, solo tu* - 3:55 - (Cristiano Malgioglio - Renato Pareti)
8. Se** - 4:20 - (Cristiano Minellono - Umberto Balsamo)
9. Che uomo sei* - 4:00 - (Cristiano Minellono - Piero Soffici)
10. Ha scelto me* - 3:25 - (Cristiano Malgioglio - Agepê)

## Crediti
- Produzione: Ezio Leoni
- Tecnico di registrazione: G. Citi

Arrangiamenti
- *Andrea Sacchi
- **Enrico Intra
- ***Pinuccio Pirazzoli

Cori
- I ragazzi del "Segno dello Zodiaco" hanno prestato la voce per i cori di: "Vaya con Dios" e "Che uomo sei"

## Stampe Estere
| Anno di pubblicazione | Paese     | Titolo      | Etichetta                |
| --------------------- | --------- | ----------- | ------------------------ |
| 1976                  | Argentina | Confesion   | RI-FI - RFLS-60020       |
| 1976                  | Brasile   | Confessioni | RI-FI - 3-18-404-012     |
| 1977                  | Germania  | Confessioni | RI-FI/METRONOME - 69.041 |